# National Reconnaissance Office
Il National Reconnaissance Office (NRO) è il dipartimento appartenente al Dipartimento della Difesa degli Stati Uniti d'America che costruisce e gestisce i satelliti spia. Il dipartimento è stato creato nel 1960 e la sua sede principale si trova a Chantilly, Virginia. L'NRO inoltre coordina la gestione e l'analisi delle informazioni ricevute dagli aeroplani e satelliti spia militari e di proprietà della CIA. L'NRO gestisce il National Reconnaissance Program, parte del National Foreign Intelligence Program.
L'NRO collabora con programmi privati con molti soggetti pubblici legati al mondo dell'intelligence e dello spazio come la National Security Agency (NSA), la National Geospatial-Intelligence Agency (NGA), la Central Intelligence Agency (CIA), la Defense Intelligence Agency (DIA), e l'United States Strategic Command.

## Storia
L'NRO venne fondato nel 1960 per sviluppare la nascente strada della sorveglianza spaziale. La sua necessità venne dichiarata da Dwight D. Eisenhower nel febbraio 1958 dopo il lancio dello Sputnik in orbita da parte dell'Unione Sovietica. La necessità del dipartimento divenne pressante quando il 1º maggio 1960 Gary Powers venne abbattuto a bordo di un Lockheed U-2.
Le prime fotografie provenivano dal programma Corona. Il programma Corona venne declassificato il 24 febbraio 1995. Il programma venne avviato nell'agosto del 1960 e venne terminato nel maggio 1972, sebbene il primo test di volo venne effettuato il 28 febbraio 1959. Il programma Corona utilizzava delle capsule per immagazzinare le fotografie. Queste capsule erano espulse dai satelliti per poter essere recuperate a fine missione. Le prime capsule vennero recuperate il 12 agosto del 1960. Le prime immagini avevano una risoluzione di 8 metri che vennero portate in seguito a 2 metri. Ogni fotografia copriva un'area compresa tra 16 e 190 chilometri. L'ultima missione Corona (la 145°) avvenne il 25 maggio 1972 e le immagini vennero recuperate il 31 maggio dello stesso anno.
Nel 1963 l'NRO condusse una missione di analisi ad alta risoluzione come parte del programma Lanyard. La missione ebbe successo. Tra maggio 1962 e agosto 1964 l'NRO condusse 12 missioni come parte del programma Argon. Solo 7 delle missioni ebbero successo. Le missioni successive al 1972 sono tuttora classificate e quindi non sono accessibili al pubblico. L'esistenza dell'NRO venne declassificata dalla Difesa statunitense su raccomandazione del direttore della CIA il 18 settembre 1992.
Un articolo del Washington Post del settembre 1995 informava gli americani che l'NRO aveva accumulato segretamente tra 1 e 1.7 miliardi di dollari di fondi non spesi senza informare la CIA, il Pentagono o il congresso degli Stati Uniti d'America. La CIA era nel mezzo di un'inchiesta sui fondi dell'NRO dato che questa aveva speso 300 milioni di fondi indirizzati a progetti classificati per realizzare con un anno di anticipo la sua sede in Virginia. I revisori della CIA dichiararono che per anni la NRO aveva accumulato ingenti quantità di fondi dedicate a progetti segreti.

## Organizzazione
Il Direttore dell'NRO è scelto dal Segretario di Stato Americano con il consenso del Direttore dell'intelligence Americano e senza il consenso del Congresso Statunitense. Tradizionalmente la posizione viene ricoperta da un segretario dell'Air Force o da un assistente segretario dell'Air Force for Space, ma con l'arrivo di Donald M. Kerr alla direzione dell'NRO questo è cambiato dato che lui è un indipendente.
Il personale dell'NRO viene dalla CIA, dai militari e dal personale civile del dipartimento per la difesa statunitense.
I NRO Operation Squadron (NOPS) si occupano quotidianamente di gestire i satelliti.

## Satelliti
I satelliti NRO includono:
- Serie Keyhole – fotografia satellitare:
  - KH-1, KH-2, KH-3, KH-4, KH-4A, KH-4B Corona (1959)
  - KH-5 – Argon (1961)
  - KH-6 – Lanyard (1963)
  - KH-7 – Gambit (1963)
  - KH-8 – Gambit (1966)
  - KH-9 – Hexagon and Big Bird (1971)
  - KH-10 Dorian (cancellato)
  - KH-11 – Crystal and Kennan (1976)
  - KH-12 – Ikon e Improved Crystal (1990?)
  - KH-13 – (1999?)
- Samos – fotografia satellitare (1960)
- Lacrosse/Onyx – analisi radar (1988)
- Chalet, Vortex e Mercury – signals intelligence
- Rhyolite, Aquacade – analisi elettronica
- Quasar, comunicazioni
- Misty/Zirconic

## Budget
Si stima che ogni anno questa organizzazione possa spendere sei miliardi di dollari. Gli Stati Uniti annualmente spendono circa il 3% del proprio Prodotto interno lordo nella ricerca e sviluppo all'interno del settore strategico. Secondo John Pike, un analista militare della Federation of American Scientists (FAS) il budget per il prossimo ventennio si aggira sui 25 miliardi di dollari: buona parte di questi saranno investiti per una nuova costellazione di satelliti spia (almeno 20 nuovi satelliti in grado di coprire ogni regione della terra).
Di ultimissima generazione saranno dotati di multiscansione e sistemi ottici tuttora in fase di sperimentazione: la risoluzione ottica non sarà più centimetrica, ma millimetrica.
Il nome di questo programma è Future Imagery Architecture (FTA) ed ha avuto inizio nel 2004.

## NRO nella finzione
Nel famoso libro La verità del ghiaccio (Deception Point) di Dan Brown l'NRO è una delle organizzazioni protagoniste. La protagonista Rachel Sexton è un'analista dell'NRO, che ha come direttore William Pickering. Nonostante il libro citi l'NRO come esecutore di missioni operative, il suo compito è in realtà la progettazione, gestione e riparazioni dei satelliti per il dipartimento della difesa statunitense.